# Salix metaglauca
Salix metaglauca — вид квіткових рослин із родини вербових (Salicaceae).

## Морфологічна характеристика
Це кущ до 1 метра заввишки. Гілочки каштанового кольору, голі, блискучі, спочатку дещо запушені. Листкова ніжка 2–3 мм, запушена; листкова пластинка еліптична чи подовжено-обернено-яйцеподібна, 3–5 × 1–2 см, обидві поверхні сірувато-зелені, голі або волохаті вздовж середньої жилки абаксіально, в молодості дещо запушені, край віддалено неглибоко зубчастий, верхівка коротко загострена. Сережки 2–4 × 0.8–1.3 см. Чоловіча квітка: тичинок 2; пиляки жовті, яйцеподібні. Жіноча квітка: зав'язь довго конічна, густо повстиста. Коробочка сірувато-зелена, 6–7 мм, запушена.

## Середовище проживання
Ендемік пн.-зх. Сіньцзян. Населяє ущелини скель; на висотах 2700–2800 метрів.